# Purugua
Purugua (Purogoa, Purugoa, Porogoa) ist ein osttimoresischer Suco im Verwaltungsamt Cailaco (Gemeinde Bobonaro).

## Geographie

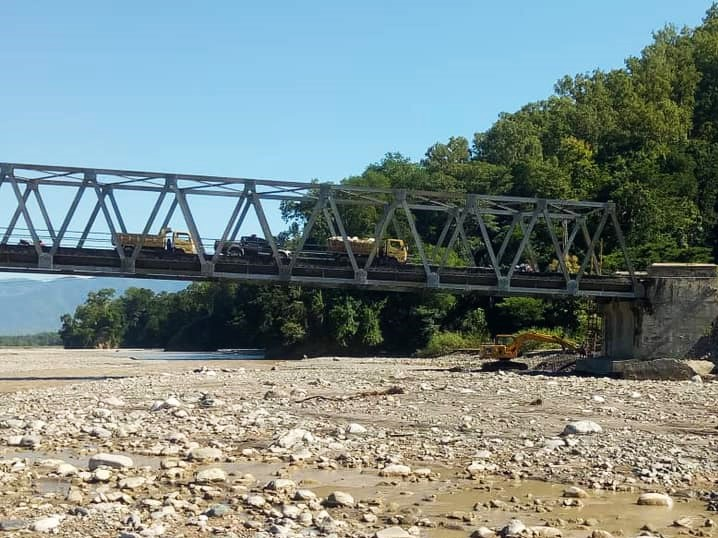
Die Ponte Bilimau über den Marobo

Purugua liegt im Norden des Verwaltungsamts Cailaco. Der Nunura bildet den Grenzfluss im Westen und der Marobo den Grenzfluss im Osten. Sie vereinen sich an der Nordspitze Puruguas zum Lóis, so dass Purugua die Form einer Haifischflosse erhält. Durch seine zahlreichen Zuflüsse ist der Lóis der längste Fluss Timors. Der Utobato und der Claola entspringen im Suco Purugua und münden in den Nunura. Der Aideno fließt in den Utobato. Der Lesupu kommt von Süden und mündet in Purugua in den Nunura.
Südlich von Purugua liegt der Suco Atudara. Westlich des Nunura befindet sich das Verwaltungsamt Atabae mit seinen Sucos Hataz und Atabae. Nördlich und östlich liegt jenseits des Marobos das zur Gemeinde Ermera gehörende Verwaltungsamt Hatulia mit seinen Sucos Aculau, Ailelo, Samara und Leimea-Craic. Am Nunura gibt es zudem mit der Aldeia Suri-Ubu eine Enklave, die zum Suco Goulolo und am Marobo mit der Aldeia Tirimoso eine Enklave, die zum Suco Guenu Lai gehört. Berge im Suco Purugua sind der Foho Aimia (231 m, Lage), der Foho Foelau (381 m, Lage), der Foho Manasu (272 m, Lage), der Foho Nunuheli (142 m, Lage), der Foho Ritilau (242 m, Lage), der Foho Ruutali (135 m, Lage) und der Foho Serelau (232 m, Lage).
Purugua hat eine Fläche von 67,42 km² und teilt sich in die zwei Aldeias Heda und Lesupu.
Die Überlandstraße von Maliana nach Hatolia Vila führt zunächst durch den Westen des Sucos, nah dem Nunura, bevor sie im Norden nach Osten schwenkt und über die Bilimau-Brücke (portugiesisch Ponte Bilimau) den Suco Richtung Ermera verlässt. Fünf kleine Brücken überqueren dabei die Zuflüsse des Nunuras. An der Überlandstraße entlang liegt nahezu die gesamte Besiedlung von Purugua. Der Norden und der höhergelegene Osten sind kaum besiedelt.
An der Überlandstraße liegen von Süden nach Norden die Orte Lesupu, Purugua, Heda, Aidabara-ebe (Aidabaraebe), Ritiogoro und Bilimau, wobei Bilimaus Westen zum Suco Guenu Lai gehört. In Lesupu (Escola Primaria Purugua) und Bilimau (Escola Primaria Bilimau) gibt es Grundschulen. Bilimau verfügt außerdem über eine medizinische Station.

## Einwohner

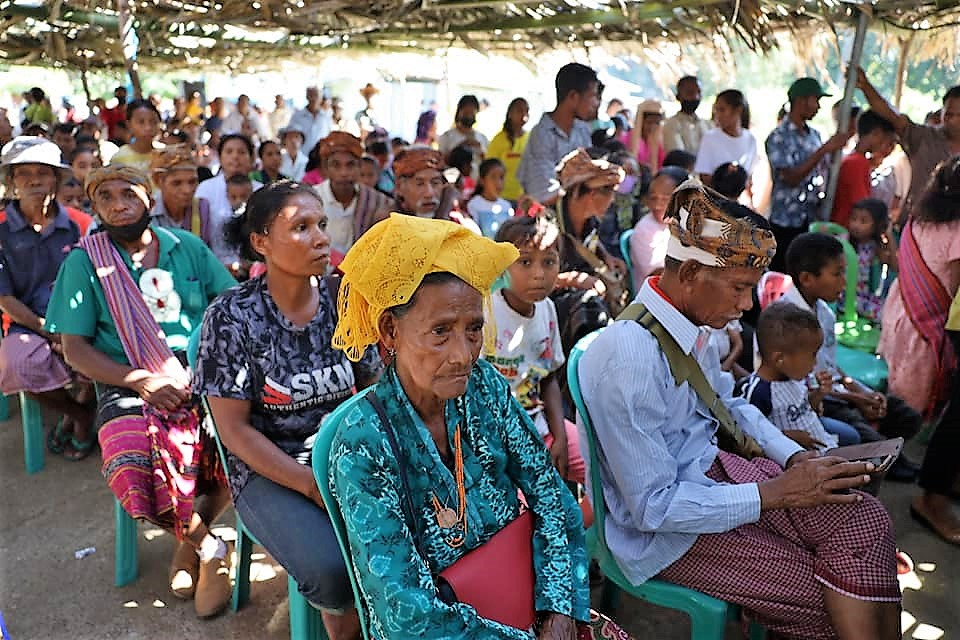
Dorfversammlung in Purugua (2022)

Im Suco leben 1.451 Einwohner (2022), davon sind 728 Männer und 723 Frauen. Im Suco gibt es 269 Haushalte. Über 95 % der Einwohner geben Kemak als ihre Muttersprache an. Kleine Minderheiten sprechen Bunak oder Tetum Prasa.

## Geschichte
Während der indonesischen Besatzungszeit (1975 bis 1999) gab es in Purugua einen indonesischen Militärstützpunkt.
Nach einem Hinterhalt, in dem indonesische Soldaten und Halilintar-Milizionäre am 12. April 1999 in Purugua geraten waren, wurden mehrere Osttimoresen in Cailaco hingerichtet. Im Laufe der folgenden zwei Wochen wurden durch pro-indonesische Milizen und Soldaten hunderte Einwohner der Region misshandelt, Hütten niedergebrannt, Frauen und Mädchen vergewaltigt und weitere 20 Menschen getötet.

## Politik
Bei den Wahlen von 2004/2005 wurde Albertino (Aubertino?) Mau Laca zum Chefe de Suco gewählt und 2009 in seinem Amt bestätigt. 2016 gewann Claudino Bere Pelu und 2023 Januario Bere Mau.